# Dina Rae
Pour les articles homonymes, voir Rae.
Dina Rae, née le 16 mai 1976 à Los Angeles, est une chanteuse de R&B américaine. Elle est surtout connue pour ses collaborations avec le rappeur Eminem, apparaissant sur la treizième piste de la plupart de ses premiers albums. C'est pourquoi on la surnomme « The Track 13 Girl ».
Elle a signé chez Motown Records et a sorti son premier single And?.

## Ses collaborations sur les pistesno13
- Avec Eminem :

1. Cum On Everybody sur l'album The Slim Shady LP (1999)
2. Drug Ballad sur l'album The Marshall Mathers LP (2000)
3. Superman  sur The Eminem Show (2002)

- Avec D-12 :

1. Pimp Like Me sur l'album Devil's Night (2001)
2. Bitch sur l'album D12 World (2004)

## Autres
On a pu également la voir durant les tournées d'Eminem, comme The Anger Management Tour par exemple, ou l'entendre sur d'autres musiques avec Eminem, comme Renegades (la version de huit minutes avec également Ms. Korona et Royce da 5'9"), ou encore avec Obie Trice sur Ride Wit Me, chanson en hommage au meilleur ami d'Eminem, le rappeur Proof.